# 惑星タイマー
「惑星タイマー」（わくせいタイマー）は、福耳の4枚目のシングルである。2006年7月12日発売。発売元はBMG JAPAN。

## 参加アーティスト
- 杏子
- 山崎まさよし
- スガシカオ
- COIL
- あらきゆうこ（mi-gu）
- 元ちとせ
- スキマスイッチ

## 参加ミュージシャン
- 惑星タイマー
  - 杏子, 山崎まさよし, スガシカオ, 元ちとせ, 大橋卓弥：Vocal, Chorus
  - 常田真太郎：Piano, Other Instruments, Treatments
  - 岡本定義：Electric Guitar
  - あらきゆうこ：Drums
  - 沖山優司：Bass
  - 小倉博和：Acoustic Guitar, Electric Guitar
  - 三沢またろう：Percussion
  - 弦一徹ストリングス：Strings
- セロリ ～Augusta Camp 2004～
  - 山崎まさよし：Vocal, Drums
  - 大橋卓弥：Vocal, Acoustic Guitar
  - 岡本定義：Vocal, Harmonica
  - 杏子：Chorus, Percussion
  - スガシカオ：Bass
  - 佐藤洋介：Electric Guitar
  - 常田真太郎：Rhodes
- 星のかけらを探しに行こう Again ～Augusta Camp 2004～
  - 杏子：Vocal
  - 山崎まさよし：Vocal, Electric Guitar
  - スガシカオ：Vocal, Acoustic Guitar
  - あらきゆうこ：Drums
  - 岡本定義：Bass
  - 佐藤洋介：Electric Guitar, Chorus
  - 大橋卓弥：Organ, Chorus
  - 常田真太郎：Rhodes

## 収録曲
1. 惑星タイマー
（作詞・作曲・編曲:スキマスイッチ）
TBS系ドラマ日曜劇場『誰よりもママを愛す』主題歌。
後にスキマスイッチがセルフカバーし、杏子もカバーしている。なおスキマスイッチによるセルフカバーは、30人編成のオーケストラでリアレンジしたものと福耳のリリースタイプで大橋卓弥が全パートを歌ったものの2種類が存在し、前者は3rdアルバム「夕風ブレンド」に、後者はベストアルバム「グレイテスト・ヒッツ」と同じくベストアルバム「POPMAN'S WORLD〜All Time Best 2003-2013〜」に収録されている。
2. セロリ〜Augusta Camp 2004〜
（作詞・作曲:山崎将義）
3. 星のかけらを探しに行こう Again〜Augusta Camp 2004〜
（作詞:杏子、作曲:杏子・馬場一嘉）
4. 惑星タイマー <backing track>
（作曲・編曲:スキマスイッチ）

## 初回特典DVD収録内容
1. ｢Making of 惑星タイマー｣